# دودلي مريديث
دودلي مريديث (بالإنجليزية: Dudley Meredith) هو لاعب كرة قدم أمريكية أمريكي، ولد في 16 يناير 1935 في Smithwick, Texas ‏ في الولايات المتحدة، وتوفي في 22 ديسمبر 1987 في جاكسونفيل بيتش في الولايات المتحدة بسبب نوبة قلبية.

## وصلات خارجية
- دودلي مريديث على موقع مرجع كرة القدم المحترفة.كوم (الإنجليزية)